# Гамбург-Веллінгсбюттель
Веллінгсбюттель (нім. Wellingsbüttel) — частина району Вандсбек вільного та ганзейського міста Гамбург. До 2008 року Веллінгсбюттель належав до колишнього району місцевого самоврядування під назвою Альстерталь. Місцевість характеризується в основному житловою забудовою.